# Mittelbuchen
Mittelbuchen ist der urkundlich am frühesten belegte und am stärksten ländlich geprägte Stadtteil von Hanau im hessischen Main-Kinzig-Kreis mit rund 4.200 Einwohnern.

## Geographische Lage
Mittelbuchen liegt auf einer Höhe von 116 m über NN und ist der nördlichste Stadtteil von Hanau, 5,5 km nordwestlich der Kernstadt gelegen und von dieser durch einen Forst getrennt. Die Stadt Frankfurt am Main liegt etwa 17 Kilometer westlich. Die nächstgelegenen Orte sind im Westen der Stadtteil Wachenbuchen der Stadt Maintal und im Osten Bruchköbel, jeweils nur wenige Kilometer entfernt. Etwa drei Kilometer nordwestlich liegt, getrennt durch den Höhenrücken der „Hohen Straße“, Kilianstädten.

## Geschichte

### Urgeschichte
Im Bereich der Gemarkung sind archäologisch mehrere jungsteinzeitliche Dörfer der Bandkeramischen Kultur aus der Zeit von 5500 bis 4900 v. Chr. nachgewiesen, darunter auch eine Siedlung der sogenannten Ältesten Linearbandkeramik am nördlichen Rand von Mittelbuchen (Hinter dem Hain), also aus der Zeit, als die ersten Menschen in Mitteleuropa sesshaft wurden. Auch nachfolgend sind aus der Jungsteinzeit, der Bronzezeit und der frühen Eisenzeit zahlreiche Fundstellen belegt. In der frühen Zeit der römischen Besetzung der Wetterau befand sich hier am Ende des 1. Jahrhunderts n. Chr. ein Kastell des ersten Wetterau-Limes. Im weiteren Verlauf der römischen Kaiserzeit wurde die Gemarkung durch mehrere römische landwirtschaftliche Einzelhöfe geprägt, den sogenannten villae rusticae. Eine herausgehobene – wenn auch bisher nur in Ansätzen erkennbare – Bedeutung scheint Mittelbuchen bereits in der frühen Völkerwanderungszeit (3. – 6. Jahrhundert n. Chr.) gehabt zu haben, wie 1994 entdeckte spektakuläre Siedlungsfunde im Bereich der Oberdorfelder Straße gezeigt haben. Die Lage des heutigen Ortes geht auf eine fränkische Siedlung zurück, von der sich zahlreiche Gräber nordwestlich des alten Ortskernes fanden.

### Mittelalter

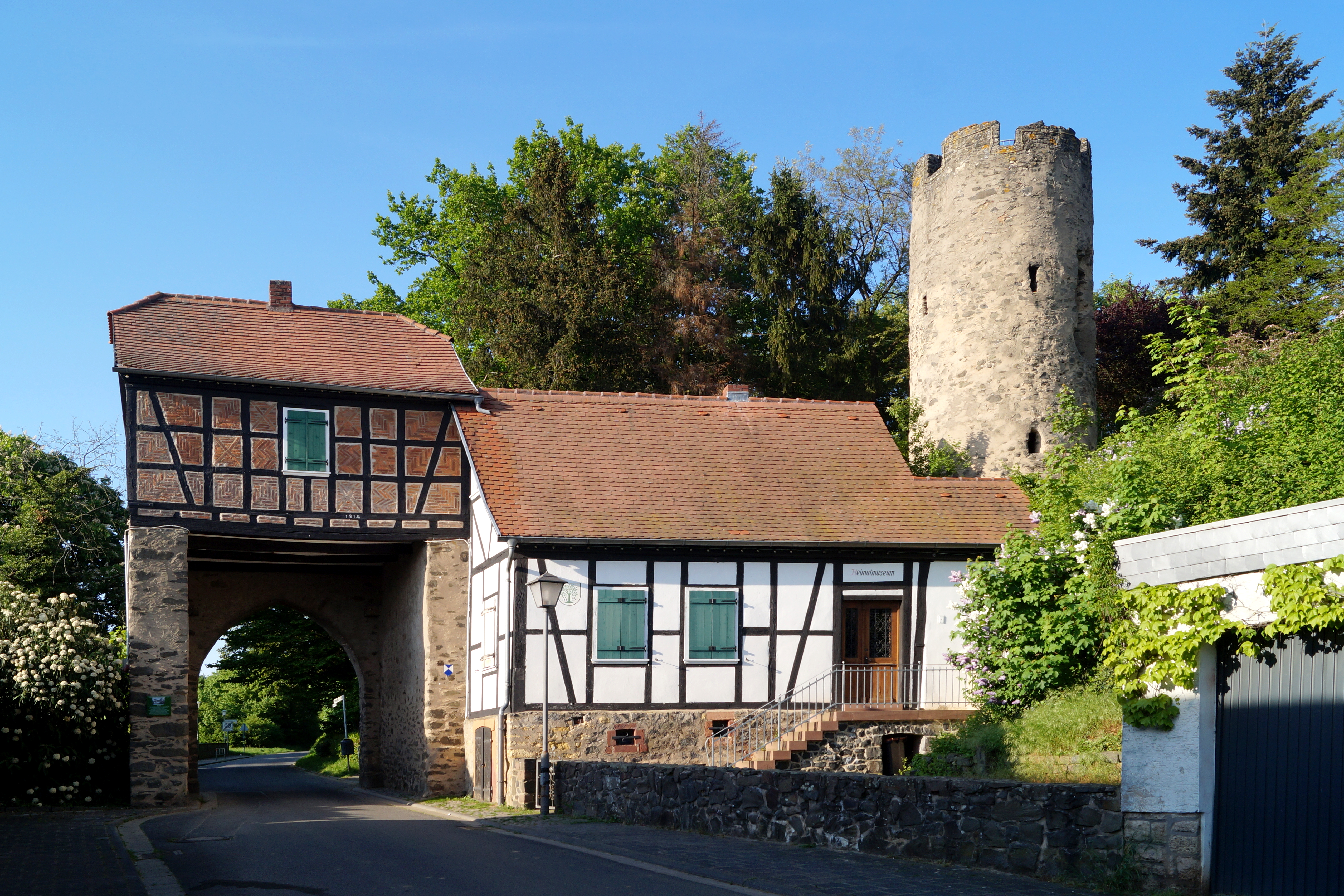
Historisches Obertor mit Wehrturm und Heimatmuseum.

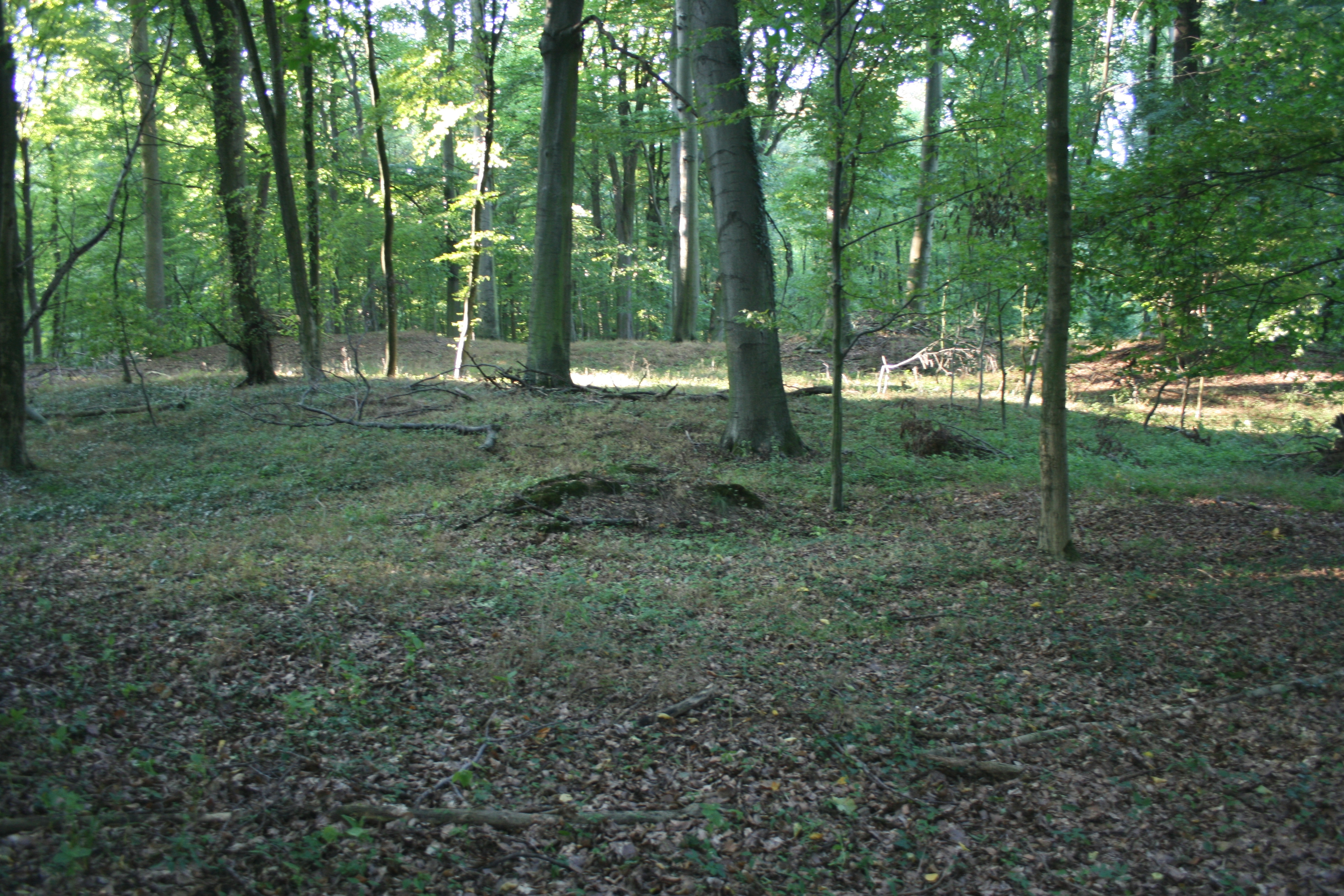
Alteburg im Wald bei Mittelbuchen

Die älteste erhaltene Erwähnung der Gemarkung Bucha stammt vom 1. Juni 798 aus einer im Lorscher Codex verzeichneten Schenkungsurkunde eines Liubert an das Kloster Lorsch. Eine Unterscheidung zwischen den benachbarten späteren Buchen-Orten Mittelbuchen, Wachenbuchen und der heutigen Wüstung Lützelbuchen wurde zu dieser Zeit noch nicht getroffen. Der Name der drei Orte findet sich auch in der Bezeichnung der übergeordneten politischen Einheit, des Amtes Büchertal wieder. In erhaltenen Urkunden spätere Jahre wurde Mittelbuchen unter den folgenden Namen erwähnt (in Klammern das Jahr der Erwähnung): Buchon (um 850), Buochon (948), Buochehun (1059), Buocho (1062), Buchen (1237), Mittelnbuchen (1344) und Mittilnbuychin (1360).
Der Ort war ab dem 11. Jahrhundert über längere Zeit ein Dorf der Herren von Buchen, deren Burg Wachenbuchen sich wenige Kilometer südwestlich von Mittelbuchen befand. Deren Nachfolger waren im 13. Jahrhundert die Herren von Hanau. In der Nähe des Kinzigheimer Hofes findet sich auf Mittelbuchener Gemarkung die Altenburg, eine weitere Burganlage, deren Datierung unklar ist. Das Amt Büchertal und damit Mittelbuchen gehörte zu der Herrschaft und späteren Grafschaft Hanau, dann der Grafschaft Hanau-Münzenberg. 1370 war die Vogtei ein Lehen der Herren von Hanau an die von Brauneck.
1363 wird eine Pfarrkirche genannt, die dem Heiligen Bonifatius geweiht war. Kirchliche Mittelbehörde war vor der Reformation das Archidiakonat des Propstes von St. Maria ad Gradus in Mainz, Landkapitel Roßdorf. Das Patronat lag bei den Herren, später den Grafen von Hanau. Seit 1486 war der Pfarrer von Mittelbuchen zugleich einer der Kanoniker der Stiftskirche St. Maria-Magdalena in Hanau.
Hanau war Mainzer Pfandschaft und stand unter der Vormundschaft von Erzbischof Johann von Nassau, als mit Schreiben vom 29. April 1419 und 16. Mai 1419 der Befehl des erzbischöflich-mainzischen Kellners zu Hanau ergangen ist, dass der Ort Mittelbuchen von den Ortsbewohnern, „Landsiedeln“ zu befestigen und zu „umbgraben“, also mit Graben und Wall zu versehen sei. In anderen Angaben heißt es, der Ort wurde ab dem späten 15. Jahrhundert von einer 725 Meter langen und 60 cm dicken Mauer  umschlossen. Dieses ist nach den neuesten Untersuchungen aber nicht richtig. Auch das heute noch bestehende „Obertor“ erfuhr seine Ersterwähnung nicht im Jahr 1535, sondern bereits im Jahr 1485. Wann der daneben stehende „Säuturm“ entstanden ist, ist nicht bekannt.
Der auf einer Anhöhe stehende Kirchturm wurde wohl in der gleichen Zeit erbaut, was die Jahreszahl 1494 ausweist. Es ist anzunehmen, dass er als Wart- und Wehrturm genutzt wurde.

### Frühe Neuzeit
Die Reformation setzte sich in der Grafschaft Hanau-Münzenberg in der Mitte des 16. Jahrhunderts zunächst in ihrer lutherischen Ausprägung durch. In einer „zweiten Reformation“, wurde die Konfession der Grafschaft Hanau-Münzenberg erneut gewechselt: Graf Philipp Ludwig II. verfolgte ab 1597 eine entschieden reformierte Kirchenpolitik. Er machte vom Jus reformandi Gebrauch, seinem Recht als Landesherr, die Konfession seiner Untertanen zu bestimmen, und setzte dies für die Grafschaft weitgehend als verbindlich durch, so auch in Mittelbuchen. Kirchliche Oberbehörde war nun das Konsistorium in Hanau. Die Gemeinde gehörte zur „Klasse“ (Dekanat) Bücherthal.
Nach dem Tod des letzten Hanauer Grafen, Johann Reinhard III., 1736, erbte Landgraf Friedrich I. von Hessen-Kassel aufgrund eines Erbvertrages aus dem Jahr 1643 die Grafschaft Hanau-Münzenberg und damit auch das Amt Büchertal und Mittelbuchen.

### Neuzeit
1803 wurde die Landgrafschaft Hessen-Kassel zum Kurfürstentum Hessen erhoben. Während der napoleonischen Zeit stand das Amt Büchertal ab 1806 unter französischer Militärverwaltung, gehörte 1807 bis 1810 zum Fürstentum Hanau und dann von 1810 bis 1813 zum Großherzogtum Frankfurt, Departement Hanau. Anschließend fiel es wieder an das Kurfürstentum Hessen zurück. Nach der Verwaltungsreform des Kurfürstentums Hessen von 1821, im Rahmen derer Kurhessen in vier Provinzen und 22 Kreise eingeteilt wurde, ging das Amt Büchertal im neu gebildeten Kreis Hanau auf. Mit der Industrialisierung wuchs die Bevölkerungszahl gegen Ende des 19. Jahrhunderts auf über tausend Einwohner an.
Während des Zweiten Weltkriegs wurde der Ort durch zwei Luftangriffe zum Teil zerstört.
Im Vorfeld der Gebietsreform in Hessen stand Mittelbuchen vor der Entscheidung, sich Bruchköbel, der neu gebildeten Stadt Maintal oder Hanau anzugliedern. Die Gemeindevertretung entschied sich mit einer Stimme Mehrheit für Hanau. So wurde Mittelbuchen am 31. Dezember 1971 ein Stadtteil von Hanau.
Mittelbuchen wuchs in jüngerer Zeit durch zahlreiche Neubaugebiete stark an. Umstritten dabei ist das Neubaugebiet „Mittelbuchen Nordwest“, da auf dem Bebauungsgebiet der streng geschützte Feldhamster siedelt. Nachdem eine Klage des BUND auf Außervollzugsetzung des Bebauungsplans im September 2018 vor dem Hessischen Verwaltungsgerichtshof gescheitert war, begann die Stadt Hanau mit den Bauarbeiten noch während des laufenden Hauptsacheverfahrens.
Im Jahr 2019 wurde in Mittelbuchen die Verwaltungsstelle der Stadt Hanau geschlossen. Dies ist in der Bevölkerung auf Kritik gestoßen; da sich die Stadt Hanau allerdings vehement gegen eine Wiedereröffnung wehrte, hat der Ortsbeirat  das zuständige Regierungspräsidium eingeschaltet, welches die Stadt schließlich in ihrer Entscheidung bestätigte.

## Bevölkerung
Einwohnerstruktur 2011
Nach den Erhebungen des Zensus 2011 lebten am Stichtag dem 9. Mai 2011 in Mittelbuchen 3552 Einwohner. Darunter waren 225 (6,3 %) Ausländer.
Nach dem Lebensalter waren 603 Einwohner unter 18 Jahren, 1476 zwischen 18 und 49, 804 zwischen 50 und 64 und 669 Einwohner waren älter.
Die Einwohner lebten in 1560 Haushalten. Davon waren 441 Singlehaushalte, 465 Paare ohne Kinder und 501 Paare mit Kindern, sowie 129 Alleinerziehende und 24 Wohngemeinschaften. In 291 Haushalten lebten ausschließlich Senioren und in 1071 Haushaltungen lebten keine Senioren.
Einwohnerentwicklung
 Quelle: Historisches Ortslexikon
- 1544: 117 Mann
- 1587: 086 wehrhafte Männer
- 1632: 052 Haushaltungen[13]
- 1707: 065 Familien
- 1753: 094 Haushaltungen mit 411 Personen
- 1812: 100 Feuerstellen, 518 Seelen

| Mittelbuchen: Einwohnerzahlen von 1812 bis 2021 | Mittelbuchen: Einwohnerzahlen von 1812 bis 2021 | Mittelbuchen: Einwohnerzahlen von 1812 bis 2021 | Mittelbuchen: Einwohnerzahlen von 1812 bis 2021 | Mittelbuchen: Einwohnerzahlen von 1812 bis 2021 |
| --- | ----------------------------------------------- | ----------------------------------------------- | ----------------------------------------------- | ----------------------------------------------- |
| Jahr |                                                 |                                                 |                                                 | Einwohner                                       |
| 1812 | 1812                                            |                                                 | 518                                             | 518                                             |
| 1834 | 1834                                            |                                                 | 604                                             | 604                                             |
| 1840 | 1840                                            |                                                 | 621                                             | 621                                             |
| 1846 | 1846                                            |                                                 | 622                                             | 622                                             |
| 1852 | 1852                                            |                                                 | 686                                             | 686                                             |
| 1858 | 1858                                            |                                                 | 665                                             | 665                                             |
| 1864 | 1864                                            |                                                 | 725                                             | 725                                             |
| 1871 | 1871                                            |                                                 | 756                                             | 756                                             |
| 1875 | 1875                                            |                                                 | 754                                             | 754                                             |
| 1885 | 1885                                            |                                                 | 827                                             | 827                                             |
| 1895 | 1895                                            |                                                 | 874                                             | 874                                             |
| 1905 | 1905                                            |                                                 | 1.003                                           | 1.003                                           |
| 1910 | 1910                                            |                                                 | 1.110                                           | 1.110                                           |
| 1925 | 1925                                            |                                                 | 1.208                                           | 1.208                                           |
| 1939 | 1939                                            |                                                 | 1.310                                           | 1.310                                           |
| 1946 | 1946                                            |                                                 | 1.542                                           | 1.542                                           |
| 1950 | 1950                                            |                                                 | 1.619                                           | 1.619                                           |
| 1956 | 1956                                            |                                                 | 1.563                                           | 1.563                                           |
| 1961 | 1961                                            |                                                 | 1.592                                           | 1.592                                           |
| 1967 | 1967                                            |                                                 | 1.717                                           | 1.717                                           |
| 1970 | 1970                                            |                                                 | 1.860                                           | 1.860                                           |
| 1980 | 1980                                            |                                                 | ?                                               | ?                                               |
| 1990 | 1990                                            |                                                 | ?                                               | ?                                               |
| 2000 | 2000                                            |                                                 | 3.087                                           | 3.087                                           |
| 2005 | 2005                                            |                                                 | 3.333                                           | 3.333                                           |
| 2011 | 2011                                            |                                                 | 3.531                                           | 3.531                                           |
| 2015 | 2015                                            |                                                 | 3.787                                           | 3.787                                           |
| 2018 | 2018                                            |                                                 | 3.934                                           | 3.934                                           |
| 2021 | 2021                                            |                                                 | 4.193                                           | 4.193                                           |
| Datenquelle: Historisches Gemeindeverzeichnis für Hessen: Die Bevölkerung der Gemeinden 1834 bis 1967. Wiesbaden: Hessisches Statistisches Landesamt, 1968. Weitere Quellen: LAGIS; 1644,1686: nach 1970:; Zensus 2011 |                                                 |                                                 |                                                 |                                                 |

Historische Religionszugehörigkeit
| • 1885: | 0816 evangelische (= 98,67 %), 11 katholische (= 1,33 %) Einwohner   |
| • 1961: | 1389 evangelische (= 87,25 %), 169 katholische (= 10,62 %) Einwohner |

## Wappen
Am 31. August 1965 wurde der Gemeinde Mittelbuchen im Landkreis Hanau, Regierungsbezirk Wiesbaden, ein Wappen mit folgender Blasonierung verliehen: In Gold eine grüne Buche zwischen den schwarzen Buchstaben M und B.

## Kultur und Sehenswürdigkeiten

### Vereine
In Mittelbuchen sind rund 24 Vereine aktiv und als Mitglied in der Vereinsgemeinschaft Mittelbuchen e. V. organisiert. Einige Vereine haben eigene Vereinsheime; daneben stehen allen Vereinen die Mehrzweckhalle und das Heinrich-Fischer-Haus, welche beide im Besitz der Stadt Hanau sind, zur Verfügung. 

### Regelmäßige Veranstaltungen
Mehrere Vereine bemühen sich um Veranstaltungen in Mittelbuchen. So hält beispielsweise der ortsansässige Karnevalsverein seit 1983 einmal jährlich seine Karnevalskampagne ab. Einmal jährlich gibt es auch das sogenannte Dorfbrunnenfest sowie den Weihnachtsmarkt, welche beide jeweils von der Vereinsgemeinschaft organisiert werden.

## Infrastruktur

### Bildung
In Mittelbuchen gibt es keine Schule. Mittelbuchener Grundschüler besuchen die für beide Stadtteile gemeinsam betriebene Büchertalschule an der Gemarkungsgrenze zwischen Mittelbuchen und Maintal-Wachenbuchen. Weiterführende Schulen sind in Hanau und Bruchköbel vorhanden.

### Verkehr
Östlich von Mittelbuchen verläuft die Bundesstraße 45. Straßenverbindungen existieren nach Hanau und den umliegenden Städten und Gemeinden.
Die Hanauer Straßenbahn bedient Mittelbuchen mit Bussen der Linie 9. Weiterhin durchqueren die Regionalbuslinien MKK-30 und 31 den Ort.